# Squirrel River
Der Squirrel River ist ein rund 158 Kilometer langer rechter Nebenfluss des Kobuk River im Nordwesten des US-Bundesstaats Alaska. 

## Verlauf
Seine Quelle liegt an der Südflanke der Baird Mountains, einem Gebirgszug der Brookskette, zwischen Noatak National Preserve und Kobuk-Valley-Nationalpark. Er fließt in südöstlicher Richtung und mündet bei Kiana in den Kobuk River, der über den Kotzebue-Sund zur Tschuktschensee, einem Randmeer des Arktischen Ozeans, fließt.

## Name
Der Name des Flusses geht entweder zurück auf „Sikrikpak“, die Bezeichnung der Ureinwohner Alaskas für das Eisgraue Murmeltier, oder auf „Sikrik“, die Bezeichnung für eine Art der Echten Erdhörnchen. 1884 notierte Leutnant Cantwell vom United States Revenue Cutter Service den Namen „Sheeleelicktok“ und ein Jahr später „Shee-gar-rik-puk“ und „Shee-lee-lie-tok“. Von Leutnant Stoney von der United States Navy wurde 1900 die Bezeichnung „Shu-shuk-to-ark“ dokumentiert.

## Nebenflüsse
Der North Fork Squirrel River ist ein 67,5 km langer linker Nebenfluss des Squirrel River. Er entspringt in den Baird Mountains auf einer Höhe von etwa 830 m. Er fließt in südlicher Richtung aus dem Gebirge und trifft schließlich auf den nach Westen strömenden Squirrel River. Insbesondere der Mittel- und Unterlauf des North Fork Squirrel River verlaufen in einer teils mehr als zwei Kilometer breiten Moräne.